# مغالطه سوء تألیف در صغرای قیاس
مغالطه سوء تألیف در صغرای قیاس (انگلیسی: Illicit minor) نوعی مغالطه ساختاری (صوری) است که در قیاس‌های بی‌اعتبار یافت می‌شود و در آن ترم صغرا در صغرای قیاس (مقدمه اول) حد فراگیر نیست ولی در نتیجه حد فراگیر است. صورت منطقی این مغالطه به شکل زیر است:
همهٔ الف‌ها ب هستند.
همهٔ الف‌ها ج هستند.
پس همهٔ ج‌ها ب هستند.
برای مثال:
همهٔ گربه‌ها گوشتخوارند، و همهٔ گربه‌ها پستاندارند، پس همهٔ پستانداران گوشتخوارند.
در این مثال پستانداران در صغرای قیاس (همهٔ گربه‌ها پستاندارند) حد فراگیر نیست، چرا که صغرای قیاس تنها زیر مجموعه‌ای ممکن از پستانداران را تعریف می‌کند (گربه‌ها) و اطلاعاتی در مورد دیگر پستانداران نمی‌دهد. بااین وجود در نتیجهٔ قیاس (همه پستانداران گوشتخوارند) پستانداران حد فراگیر است (و اطلاعاتی در مورد همهٔ اعضای مجموعهٔ پستاندارن می‌دهد).
مثال دیگر:
همهٔ پلیس‌ها ورزشکارند و همهٔ پلیس‌ها قدبلندند، بنابراین همهٔ‌ورزشکاران قد بلندند.
مغالطهٔ سوء تألیف از مغالطه‌های مشهور و شناخته‌شده از قدیم است که به وسیلهٔ ارسطو مطرح شده و همواره در کتاب‌های منطق کلاسیک به آن اشاره می‌شود.